# Салыкбаев, Ауесхан
Ауесхан Салыкбаев (каз. Әуезхан Салықбаев; 20 мая 1929 — 21 февраля 2020) — советский и казахстанский железнодорожник, Герой Социалистического Труда (1966), депутат Верховного Совета Казахской ССР V созыва. Прошёл трудовой путь от переписчика вагонов до начальника Чимкентского отделения железной дороги. Звание Героя Социалистического Труда получил на должности маневрового диспетчера станции Арысь за выдающиеся успехи, достигнутые в выполнении заданий семилетнего плана перевозок, развития и технической реконструкции железных дорог.

## Биография
Происходит из рода кулшыгаш племени конырат. Родился в 1929 году на станции Арысь Сыр-Дарьинского округа Казахской АССР (ныне в составе Туркестанской области) в бедной крестьянской семье. Его родители рано умерли. Воспитывался в одном из первых детских домов Казахстана в городе-станции Арысь (ныне детский дом № 1 им. Т. Тажибаева в городе Арысь). Трудиться начал в 14 лет. За первые годы работы прошёл должности переписчика вагонов, технического конторщика, дежурного по путям станции Арысь.
В 1951 году пришёл на должность дежурного по сортировочной горке станции Арысь, на этой должности работал в течение 14 полных лет. Каждый день он узнавал секреты мастерства своих коллег, учился у передовика производства Байсеита Танкеева, интересовался работой других сортировочных станций, в 1960 году окончил вечернюю среднюю школу. В 1959 году по его инициативе на станции Арысь было создано диспетчерское управление формирования поездов. В 1961 году впервые на станции совместил дежурного по механизированной горке и диспетчера, благодаря чему было перевезено 3129 тысяч тонн грузов сверх нормы. В 1954 году его наградили медалью «За трудовое отличие», в 1959 году — орденом Трудового Красного Знамени, в 1961 году — знаком «Почётному железнодорожнику».
С 1965 года работал маневровым диспетчером станции. 4 августа 1966 года за выдающиеся успехи, достигнутые в выполнении заданий семилетнего плана перевозок, развития и технической реконструкции железных дорог Ауесхану Салыкбаеву было присвоено звание Героя Социалистического Труда с вручением ордена Ленина и золотой медали «Серп и Молот».
В 1967 году Ауесхан Салыкбаев заочно окончил Целиноградский железнодорожный техникум. В том же году его назначили заместителем начальника станции Арысь по оперативной работе, где он отвечал за обеспечение работы оперативных звеньев всех предприятий узла: обеспечение локомотивами и бригадами, своевременный осмотр поездов вагонниками, надлежащее состояние путевого хозяйства, исправность устройств СЦБ и связи и другое.
Через четыре года, в 1971 году, он был назначен начальником станции Арысь. В дополнение к ранее построенным двум путям на участках Тюлькубас — Бадам двухпутными стали участки Арысь — Шенгельды, Бадам — Арысь, таким образом, увеличилась пропускная способность участков, примыкающих к станции Арысь. Назрела необходимость в увеличении и удлинении станционных путей, строительстве дополнительных парков приёма и отправления, сортировочного парка и усилении мощности горочной системы самой станции Арысь. В 1976 году был сдан в эксплуатацию северный сортировочный парк. Через четыре года была сдана в эксплуатацию пневмопочта большого диаметра. 26 марта 1980 года была принята в эксплуатацию чётная сортировочная система, а в нечётном отправочном парке построено дополнительно 17 путей. В 1981—1985 годах были построены вторые пути на перегонах Арысь — Акдала и Арысь-1 — Арысь-2. В реализации всех этих проектов в качестве начальника станции Арысь активную организаторскую работу проводил Ауесхан Салыкбаев.
За три пятилетки станция Арысь 34 раза занимала призовые места во Всесоюзном социалистическом соревновании, четырежды заносилась на Всесоюзную доску Почёта на ВДНХ.
Постановлением ЦК Компартии Казахской ССР от 16 февраля 1976 года Ауесхан Салыкбаев был занесён в Золотую книгу Почёта Казахской ССР за выдающиеся успехи в выполнении заданий пятилетки. Он был избран депутатом Верховного Совета Казахской ССР.
В 1979 году Салыкбаева назначили начальником Чимкентского отделения железной дороги. В новой должности его основной работой оставалась станция Арысь. В 1984 году было начато строительство и монтаж автоматизированной системы управления сортировочной станцией, первая очередь (чётная система) была сдана в эксплуатацию в 1985 году, в 1986 году задействовали вторую очередь, были смонтированы два комплекса новейших электронно-вычислительных машин СМ-2. В 1985—1986 годах был переведён на электрическую тягу участок Арысь — Шенгельды, в 1989 году — Арысь — Кзылсай, в 1990 году — Кзылсай — Тюлькубас.
В 1983 году в возрасте 54 лет Ауесхан Салыкбаев получил высшее образование в Алма-Атинском институте инженеров железнодорожного транспорта (окончил институт в одном году со своим младшим сыном Мырзаханом).
В 1993 году он вышел на пенсию, передав руководство Чимкентским отделением дороги по решению руководства своему сыну Мырзахану.
В 1993 году Ауесхан Салыкбаев вместе с супругой Ратай совершил хадж в Мекку и Медину в составе 300 первых мусульманских паломников из суверенного Казахстана.
12 декабря 2005 года указом президента Казахстана Ауесхан Салыкбаев был награждён орденом «Отан».

## Награды
Ауесхан Салыкбаев был удостоен следующих наград:
- медаль «За трудовое отличие» (31.7.1954[4]);
- орден Трудового Красного Знамени (1.8.1959[4]);
- медаль «Серп и Молот» (4.8.1966[4]);
- орден Ленина (4.8.1966[4]);
- орден Октябрьской Революции (13.05.1977[4]);
- орден Отан (12.12.2005)[5].